# Thomas Jeffords
Thomas Jefferson  Jeffords (1er janvier 1832 - 19 février 1914) est un éclaireur civil de la United States Army, un directeur d'une société de service postal dans l’État de l'Arizona puis agent indien.
Son amitié avec Cochise — le chef des Apaches de la tribu Chiricahua — a grandement contribué à mettre fin au plus grand conflit de l'armée américaine avec les Apaches dans les États de l'Arizona et du Nouveau-Mexique, en 1872, avec la signature du traité de paix, leur garantissant une réserve sur leurs terres ancestrales.

## Biographie

### Premières années
Tom Jeffords est né dans le comté de Chautauqua de l’État de New York où son père économise de l'argent pour acheter une ferme. Lorsqu’il a sept ans, sa famille déménage à Ashtabula dans l'Ohio. Ayant appris à naviguer sur les Grands Lacs avec son frère, il met à profit son expérience, en conduisant, à 20 ans, des bateaux de transport de marchandises sur l'Ohio et sur le Missouri. À la recherche de la fortune, il suit la ruée vers l'or à Pikes Peak, puis participe, en 1859, à la construction de la route de Leavenworth à Denver. Il poursuivit sa quête de l'or à San Juan jusqu'à Taos dans le Territoire du Nouveau-Mexique, et la même année, il suit la ruée vers l'or du Territoire du Colorado jusqu'au Territoire du Nouveau-Mexique, à Gila City (en) et à Pinos Altos (en).

#### De l'importance des dates et des appellations territoriales
Le Territoire du Nouveau-Mexique va être amené à changer trois fois de superficie en l'espace de six ans, identifiant pour chacune d'entre-elles, une histoire. De 1850, date de sa création, sa superficie est la réunion des États actuels de l'Arizona et du Nouveau-Mexique.
Devant les succès militaires des Confédérés dans le sud-ouest des États-Unis durant la guerre de Sécession, depuis le 12 avril 1861, les Confédérés votent le 1er août la création du Territoire confédéré de l'Arizona sur les frontières proposées en 1858 avec Messilia pour capitale et Lewis Owings pour gouverneur. Le découpage se fait au détriment du Territoire du Nouveau-Mexique, sur le 34e parallèle nord, coupant ainsi en deux parties, sur un axe est-ouest, ce territoire qui devient la partie nord alors que la partie sud revient au nouveau Territoire confédéré de l'Arizona. Bien que le Congrès américain n'ait jamais reconnu cette nouvelle entité, elle existait de facto, et ce jusqu'à la fin de la guerre de Sécession. En 1866, le Territoire confédéré de l'Arizona devient le Territoire de l'Arizona et sa superficie n'est plus déterminée par un découpage est-ouest mais par un découpage nord-sud, axé sur le 107e méridien, préfigurant alors la géographie des États que nous connaissons aujourd'hui.

Les Territoires du Nouveau-Mexique et de l'Arizona
Le Territoire du Nouveau-Mexique.
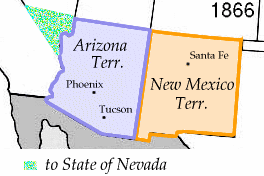
Le Territoire du Nouveau-Mexique et le Territoire de l'Arizona.
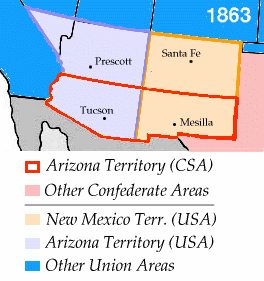
Le Territoire du Nouveau-Mexique et le Territoire confédéré de l'Arizona.

### La guerre civile américaine
Le 12 avril 1861, « Tom » est employé près de Fort Craig où il participe à la bataille de Valverde comme messager civil. Puis, Jeffords accepte la mission du colonel Edward Canby de chevaucher sur plus de 800 kilomètres, seul à travers le territoire apache pour rejoindre Fort Yuma, en Californie où le colonel James Carleton doit arriver avec le 1er régiment d'infanterie de Californie et un détachement de volontaires de l'Union de  la colonne de Californie.

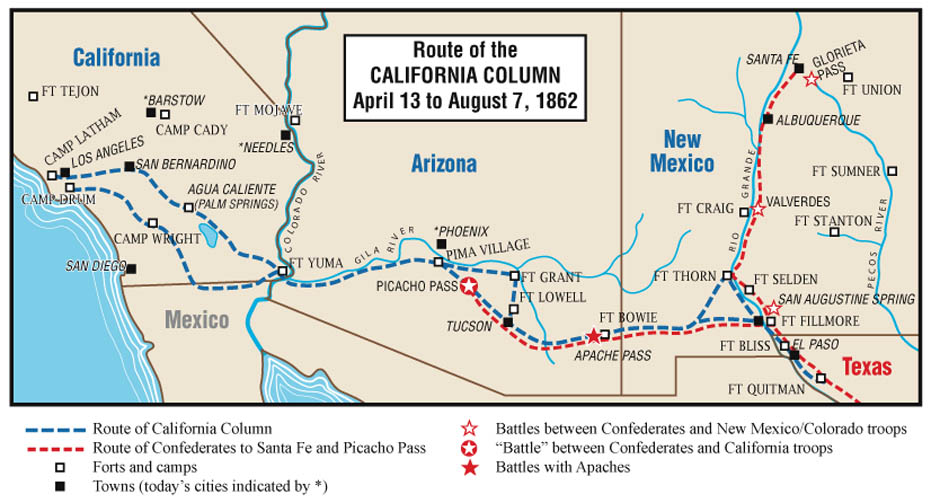
Route de la colonne de la Californie.

À peine arrivé, Thomas Jeffords retourne vers l'est sur le Territoire du Nouveau-Mexique en 1862, en qualité d’éclaireur civil, à la tête des troupes de l'armée de l'Union de Californie. Depuis l'achat de la partie sud du territoire du Nouveau-Mexique par le Congrès — événement plus connu sous le nom d'« achat Gadsden » — les forces confédérées ont gagné tout le sud du Territoire fédéral du Nouveau-Mexique. Rapidement en 1863, le Congrès des confédérés crée le Territoire confédéré de l'Arizona aux dépens du Territoire fédéral du Nouveau-Mexique qui voit sa superficie, d'est en ouest, divisée en deux.
Le colonel Canby recherche alors un messager connaissant la route au travers des terres apaches, le long de la rivière Gila pour porter des messages militaires. Jeffords reste avec l'armée de l'Union jusqu'à la fin de guerre civile en 1865. L'armée s'enlise dans ses conflits, commencés en 1861, avec les tribus indiennes Navajo, Apache et Comanche.

### L'affaire Bascom
L'ouverture du plus grand conflit armé de l'armée américaine avec les Apaches Chiricahua commence en 1861, quand Cochise, un des chefs d'une tribu apache est accusé par l'armée américaine de l'Union, de l'enlèvement de Felix Ward, un enfant de 11 ans d'origine mexicaine, — fils adoptif de Johnny Ward, connu plus tard sous le nom de Mickey Free — et du vol de son bétail. Bien que le rapt soit probablement le fait d'Apaches de la tribu Pinal, la piste suivie par les enquêteurs mène jusqu'à la tribu de Cochise.
Le lieutenant George Nicholas Bascom, avec sous ses ordres une cinquantaine d'hommes du 7e régiment d'infanterie et Johnny Ward comme interprète, est envoyé pour ramener l'enfant. Le lieutenant reçoit dans son campement Cochise, venu en visite de courtoisie avec quelques membres de sa famille selon la tradition apache. Il l'invite à déjeuner sous sa tente et le somme de rendre le bétail volé et l'enfant kidnappé.
En effet, à deux reprises, le capitaine Richard S. Ewell, le supérieur de Bascom, a déjà récupéré du bétail volé à Apache Pass et a juré « que la prochaine fois, il serait obligé d'en finir définitivement. »
Cochise répond qu'il n'est pas responsable mais qu'il pense savoir où il est. Bascom décide alors de garder en otage Cochise et les membres de sa famille présents jusqu'à la restitution de l'enfant. Cochise réussit néanmoins à s'échapper en découpant au couteau la tente dans laquelle il est retenu. Mais son demi-frère, ses deux neveux, sa femme et deux guerriers restent confinés comme otages.
Les jours suivants, Cochise prend également des otages en vue de procéder à un échange. Entouré par ce qu'il croit être une armée de 500 Apaches, Bascom envoie chercher de l'aide. Le premier arrivé est le chirurgien Bernard Irwin, qui, à la tête de 11 hommes, prend 3 otages apaches supplémentaires en chemin. Il sera gratifié de la Medal of Honor 32 ans plus tard pour cette action
Deux troupes de dragons arrivent, sous les commandements des lieutenants Isaiah Moore et Richard Lord. La proposition d'Irwin de pendre les six otages est acceptée après beaucoup d'hésitation par Bascom. La femme et les enfants sont néanmoins libérés au Fort Buchanan,. Cochise exécute également ses otages.

### La guerre ouverte
Cochise, longtemps pacifique vis-à-vis des colons blancs, est rejoint par d'autres chefs de tribus indiennes hostiles à l'armée des États-Unis.
La récente construction du fort Breckinridge en 1860, situé en plein territoire apache, à la confluence de la rivière Aravaipa Creek et de la rivière San Pedro ferme l’accès entre les tribus apaches du nord-ouest — Pinal, Coyotero et d'autres tribus apaches de l'Ouest — et les tribus apaches du sud-est. L’accès à leurs sites séculaires dont les montagnes Chiricahua et Apache Pass, est remis en cause, les obligeant à modifier leurs itinéraires plus vers l'est du fort afin d’annihiler la menace, qui se matérialise plus encore après l'affectation de deux régiments de cavalerie de dragons au fort Breckinridge.
Les échauffourées des années précédentes font place à une guerre totale.

### À la recherche de la paix
Entre 1867 et 1869, Jeffords est devenu directeur d'une compagnie de transport de courriers entre Tucson et Socorro. Après que certains de ses messagers ont été tués par des raids apaches, il chevauche seul, avec un drapeau blanc, jusqu'au camp de Cochise pour parlementer et trouver un accord pour la sécurité de ses messagers. Sa bravoure impressionne tellement le chef amérindien qu'ils deviennent amis et frères de sang, et Cochise décide de laisser passer les messagers en toute sécurité. cette expérience démontre aux Blancs que Cochise est un homme de parole et qu'il est possible de négocier avec lui.
En 1871, le Président Grant envoie le général Oliver O. Howard dans l'État de l'Arizona avec pour mandat de mettre fin au conflit en négociant un traité de paix. Howard s'avère être un choix judicieux au regard du travail effectué au Freedmen's Bureau, l'organisme chargé d'aider les esclaves noirs affranchis après la guerre de Sécession. Ayant appris qu'il a déjà rencontré Cochise, le général Howard demande l'aide de Jeffords. Celui-ci sent qu'Howard peut être l'homme capable de négocier la paix. Jeffords rencontre une seconde fois Cochise pour lui demander de venir négocier les conditions de la paix à Canada Alamosa. Mais Cochise décline l'offre, craignant de voyager avec sa famille après le récent massacre de Camp Grant. Il accepte trois mois plus tard et reste six mois durant lesquels leur amitié et leur confiance mutuelles se renforcent alors que les négociations échouent. En effet, la réserve proposée de Tularosa Valley ne convient pas. Quelque temps plus tard, Jeffords conduit le colonel au camp de Cochise.

### Les temps de paix
Un traité de paix est signé entre les deux parties en 1872, mettant fin à la guerre de 10 ans avec les Apaches Chiricahua
En échange de l’arrêt de la guerre, Cochise a demandé et obtenu pour son peuple une réserve comprenant les terres séculaires des Chiricahua dont les montagnes Dragoon et Chiricahua. Il demande également que Jeffords soit leur agent auprès des autorités américaines
La paix durera quatre ans, entre 1872 et 1876, durant lesquels Cochise meurt de cause naturelle en 1874. Il est remplacé par son fils ainé Taza qui lui même décède prématurément en 1876, laissant les rênes à son frère cadet Naiche et à Geronimo.
De leur côté, certains colons blancs résidant dans la région désapprouvent cet arrangement, parce qu'il les prive de l'accès aux mines de cuivre et d'argent, découvertes sur les terres apaches. Ils surnomment Jeffords « l'amant indien » et écrivirent des rapports très critiques aux politiciens de Washington, si bien qu'en 1875, Jeffords est renvoyé de son poste d'agent fédéral.

### La reprise du conflit
En 1876, malgré les termes du traité de paix qui garantissaient aux Chiricahua leurs terres ancestrales, Washington, sous la pression locale grandissante, décide de leur affecter une autre réserve située à San Carlos Reservation. D'autre part, des Indiens renégats ont tué Nicholas Rogers qui leur avait vendu du whisky. Une partie des tribus apaches déménagent, alors que l'autre, menée par Naiche et Geronimo, décide la reprise de la guerre, qui se terminera en 1886 avec la capitulation de Geronimo, le dernier chef apache Chiricahua.
Les guerres indiennes recommenceront de nouveau, mais se termineront en 1918 en Arizona avec la bataille de Bear Valley, entre l'armée américaine des États-Unis et les Indiens de la tribu Yaqui.

### Fin de vie
Thomas Jeffords devient conducteur de diligence à Fort Huachuca, shérif adjoint de Tombstone. Il sera aussi chercheur d'or à Huachuca, Dos Cabezas, et dans les montagnes Chiricahua. Avec Nicholas Rogers et Sidney De Long, il exploite la fameuse mine d'or de Brunckow de 1875 à 1880. Puis, il est à la tête de la première compagnie des Eaux à Tucson creusant des puits artésiens. Il vit les vingt-deux dernières années de sa vie dans le nord de Tortolita dans les montagnes de Tucson, dans une ferme près des Owl Head Buttes. Il meurt le 19 février 1914 et est enterré dans le cimetière Evergreen de Tucson,, où un monument en son honneur est inauguré en 1964

## Dans la culture populaire
L'histoire entre Thomas Jeffords, le général Howard et des Apaches de Cochise, a été relatée dans le roman historique de Elliott Arnold titré Blood Brother. Le roman a été adapté au cinéma dans le film La Flèche brisée (Broken Arrow) en 1950, de Delmer Daves dans lequel James Stewart interprète le rôle de Jeffords. Il fut plus tard adapté en 1956, en 73 épisodes pour la télévision avec dans le rôle de Jeffords, l'acteur John Lupton.